# Сивас (вилайет)
Вилайет Сивас (осман. ولايت سيوس‎;) — один из шести армянских вилайетов Османской империи, который располагался в центральной части Малой Азии. Был образован в 1867 году из Румского эялета. Площадь — 83 680 км². С ликвидацией Османской империи и образованием Турецкой республики в 1922 году вилайет был реформирован в несколько провинций.

## История
В древности восточные области Сиваса составляли часть царства Малой Армении.
В 1867 году в результате реформ Танзимата Румский эялет был преобразован в вилайет Сивас. Административным центром провинции стал город Сивас.
В 1915—1916 годах вали (губернатор) вилайета Ахмед Муаммар организовал резню армянского населения, которое рассматривали союзником Российской империи, с которой Османская империя вела войну в рамках Первой мировой войны. Резня в Сиваском вилайете стала частью геноцида армян.
В 1918 году северные районы вилайета вошли в состав Республики Понт, которая была объявлена в Трапезунде (Трабзоне). В 1920—1922 годах по инициативе Мустафы Кемаля произошла резня и депортация греков (на севере) и ассирийцев (на востоке). В 1921 году в Амасьи было повешено 70 православных священников и старейшин греков. До 1922 года практически уничтожена вся греческая община.
В 1922 году вилайет Сивас был преобразован в провинции Сивас, Токат, Амасья, Гиресун.

## Структура
Вилайет Сивас состоял из 4 санджаков:
1. Санджак Сивас имел 11 каз: Сивас, Бюньян, Шаркышла, Хафик, Даренде, Дивриги, Азизийе, Кангал, Зара, Гюрюн, Йылдызели.
2. Санджак Амасья — 7 каз: Амасья, Хавза, Меджитёзю, Везиркёпрю, Гюмюшхаджыкёй, Мерзифон, Ладик.
3. Санджак Карахисар-и-Шарки — 5 каз: Шебинкарахисар, Алуджра, Хамидийе, Сушехри (Эндирес до 1875 года), Коюльхисар.
4. Санджак Токат (Создан из санджака Сиваса в 1880 году и получил казы Эрбаа и Зиле из санджака Амасьи)— 5 каз: Токат, Эрбаа, Зиле, Никсар (до 1880 года был частью санджака Джаника вилайета Трабзон), Решадие.

Примечание: Решадие (Искефсир до 1909 года) был центром нахии в казе Хамидие санджака Карахисар-и Шарки до 1906 года.
В 1900 году в вилайете Сивас начислено 47 691 сел.

## Население
Согласно данным турецкой переписи 1885 года в вилайете Сивас проживало 1 млн. 86 тыс. 15 человек. В 1912—1914 годах по разным данным проживало от 1 млн. 170 тыс. до 1 млн. 470 тыс. человек. Большинство населения составляли турки (около 900 тыс. чел.), но крупной была армянская община, которая насчитывала от 152 до 200 тыс. чел. Большинство армян проживало в Сивасском санджаке, составляя около 30 % от всего населения. Другим крупной диаспорой были капподокийские греки, которых в 1914 году начислено 75 324 человек. Также в вилайете были представлены курды, сирийцы-православные (ассирийцы), цыгане (2.363 чел.).
Согласно данным переписи Стамбульского патриархата начала XX века в вилайете Сивас проживало 900,632 человек, из которых 350,284   армян (38,9%), 47,012 греков (5,2%), и 503,336 мусульман (55.9%), часть которых были   обращенными в ислам армянами и греками , другие, в большинстве своем -  беженцы из Северного Кавказа - чеченцы, черкесы и др., турецкие беженцы из Балкан, курдские поселенцы из Ирака, арабы и др. Армянам принадлежали 45,511 частных домов и вилл, насчитывалось 241 полностью населенные армянами деревни, работали 204 армянские школы и действовали 219 Армянских Апостольских церквей.  
Вилайет входил в состав так называемых "6 армянских вилайетов" Османской империи.
В результате событий 1915—1917 и 1920-х годов практически исчезли любые национальные меньшинства в вилайете Сивас.

## Экономика
Вилайет Сивас был одним из важных провинций, где в значительном количестве выращивались зерновые культуры, прежде всего пшеница, которой было засеяно на площади 57 тыс. т зерна. Также в значительные количества выращивались рис, просо, бобовые и фрукты.